# 54. BAFTA-gála
Az 54. BAFTA-gálát 2001. február 25-én tartották, melynek keretében a Brit film- és televíziós akadémia a 2000. év legjobb filmjeit és alkotóit díjazta.

## Díjazottak és jelöltek
(a díjazottak félkövérrel vannak jelölve)

### Legjobb film
Gladiátor
- Majdnem híres
- Billy Elliot
- Erin Brockovich – Zűrös természet
- Tigris és sárkány

### Alexander Korda-díj az év kiemelkedő brit filmjének
Billy Elliot
- Csibefutam
- Az Öröm háza
- Az utolsó menedék
- Szexi dög

### Legjobb nem angol nyelvű film
Tigris és sárkány (Wo hu cang long) • Tajvan
- The Girl on the Bridge (La fille sur le pont) • Franciaország
- Harry, He's Here to Help (Harry un ami qui vous veut du bien) • Franciaország
- Szerelemre hangolva (Fa yeung nin wa) • Hongkong/Franciaország
- Maléna • Olaszország

### David Lean-díj a legjobb rendezésért
Ang Lee - Tigris és sárkány
- Stephen Daldry - Billy Elliot
- Ridley Scott - Gladiátor
- Steven Soderbergh - Erin Brockovich – Zűrös természet
- Steven Soderbergh - Traffic

### Legjobb főszereplő
Jamie Bell - Billy Elliot
- Russell Crowe - Gladiátor
- Michael Douglas - Wonder Boys – Pokoli hétvége
- Tom Hanks - Számkivetett
- Geoffrey Rush - Sade márki játékai

### Legjobb női főszereplő
Julia Roberts - Erin Brockovich – Zűrös természet
- Juliette Binoche - Csokoládé
- Kate Hudson - Majdnem híres
- Hilary Swank - A fiúk nem sírnak
- Michelle Yeoh - Tigris és sárkány

### Legjobb férfi mellékszereplő
Benicio del Toro - Traffic
- Albert Finney - Erin Brockovich – Zűrös természet
- Gary Lewis - Billy Elliot
- Joaquin Phoenix - Gladiátor
- Oliver Reed - Gladiátor

### Legjobb női mellékszereplő
Julie Walters - Billy Elliot
- Judi Dench - Csokoládé
- Frances McDormand - Majdnem híres
- Lena Olin - Csokoládé
- Csang Ce-ji - Tigris és sárkány

### Legjobb adaptált forgatókönyv
Traffic - Stephen Gaghan
- Csokoládé - Robert Nelson Jacobs
- Tigris és sárkány - James Schamus, Kuo Jung Tsai és Hui-Ling Wang
- Pop, csajok satöbbi - John Cusack, D.V. DeVincentis, Steve Pink és Scott Rosenberg
- Wonder Boys – Pokoli hétvége - Steve Kloves

### Legjobb eredeti forgatókönyv
Majdnem híres - Cameron Crowe
- Billy Elliot - Lee Hall
- Erin Brockovich – Zűrös természet - Susannah Grant
- Gladiátor - David Franzoni, John Logan és William Nicholson
- Ó, testvér, merre visz az utad? - Ethan és Joel Coen

### Legjobb operatőri munka
Gladiátor
- Billy Elliot
- Csokoládé
- Tigris és sárkány
- Ó, testvér, merre visz az utad?

### Legjobb jelmez
Tigris és sárkány
- Csokoládé
- Gladiátor
- Az Öröm háza
- Sade márki játékai

### Legjobb vágás
Gladiátor
- Billy Elliot
- Tigris és sárkány
- Erin Brockovich – Zűrös természet
- Traffic

### Legjobb smink
A Grincs
- Csokoládé
- Tigris és sárkány
- Gladiátor
- Sade márki játékai

### Anthony Asquith-díj a legjobb filmzenének
Tigris és sárkány - Tan Tun
- Majdnem híres - Nancy Wilson
- Billy Elliot - Stephen Warbeck
- Gladiátor - Lisa Gerrard és Hans Zimmer
- Ó, testvér, merre visz az utad? - T-Bone Burnett és Carter Burwell

### Legjobb díszlet
Gladiátor
- Csokoládé
- Tigris és sárkány
- Ó, testvér, merre visz az utad?
- Sade márki játékai

### Legjobb hang
Majdnem híres
- Billy Elliot
- Tigris és sárkány
- Gladiátor
- Viharzóna

### Legjobb vizuális effektek
Viharzóna
- Csibefutam
- Tigris és sárkány
- Gladiátor
- Jég és föld között